# Jacob Clay
Jacob Clay (Koggenland, Países Bajos, 18 de enero de 1882 - De Bilt, Países Bajos, 31 de diciembre de 1955) fue un destacado físico neerlandés, y la primera persona en sugerir que los rayos cósmicos eran partículas cargadas.
Clay nació como «Jacob Claij» en Berkhout, Koggeland, en los Países Bajos, el 18 de enero de 1882, hijo de Pieter Claij y Neeltje Molenaar. Tras asistir al Gymnasium Erasmianum, estudió física en la Universidad de Leiden con Heike Kamerlingh Onnes y Hendrik Antoon Lorentz. Tras obtener su doctorado en 1908, se casó con Tettje Clay-Jolles, con la que tuvo un hijo.
Tras ocupar puestos docentes en Leiden y en la Universidad Técnica de Delft entre 1906 y 1920, fue nombrado profesor en el recién fundado Instituto Tecnológico de Bandung, en las Indias Orientales Neerlandesas. En un viaje de vuelta a los Países Bajos, midió la radiación cósmica y se dio cuenta de que aumentaba según se alejaba del ecuador, lo que le hizo pensar que los rayos cósmicos eran desviados por el campo geomagnético y le llevó a proponer que estaban compuestos por partículas cargadas en lugar de fotones. Esta propuesta fue ampliamente aceptada en 1932. En 1929 se convirtió en profesor en la Universidad de Ámsterdam, donde publicó más de 200 artículos hasta que se retiró en 1952. En 1928 se convirtió en miembro correspondiente de la Real Academia de Artes y Ciencias de los Países Bajos, aunque dimitió un año más tarde. En 1936 se convirtió en miembro pleno. Clay murió el 31 de diciembre d3e 1955 en De Bilt, en los Países Bajos.